# Notholmen (Sula)

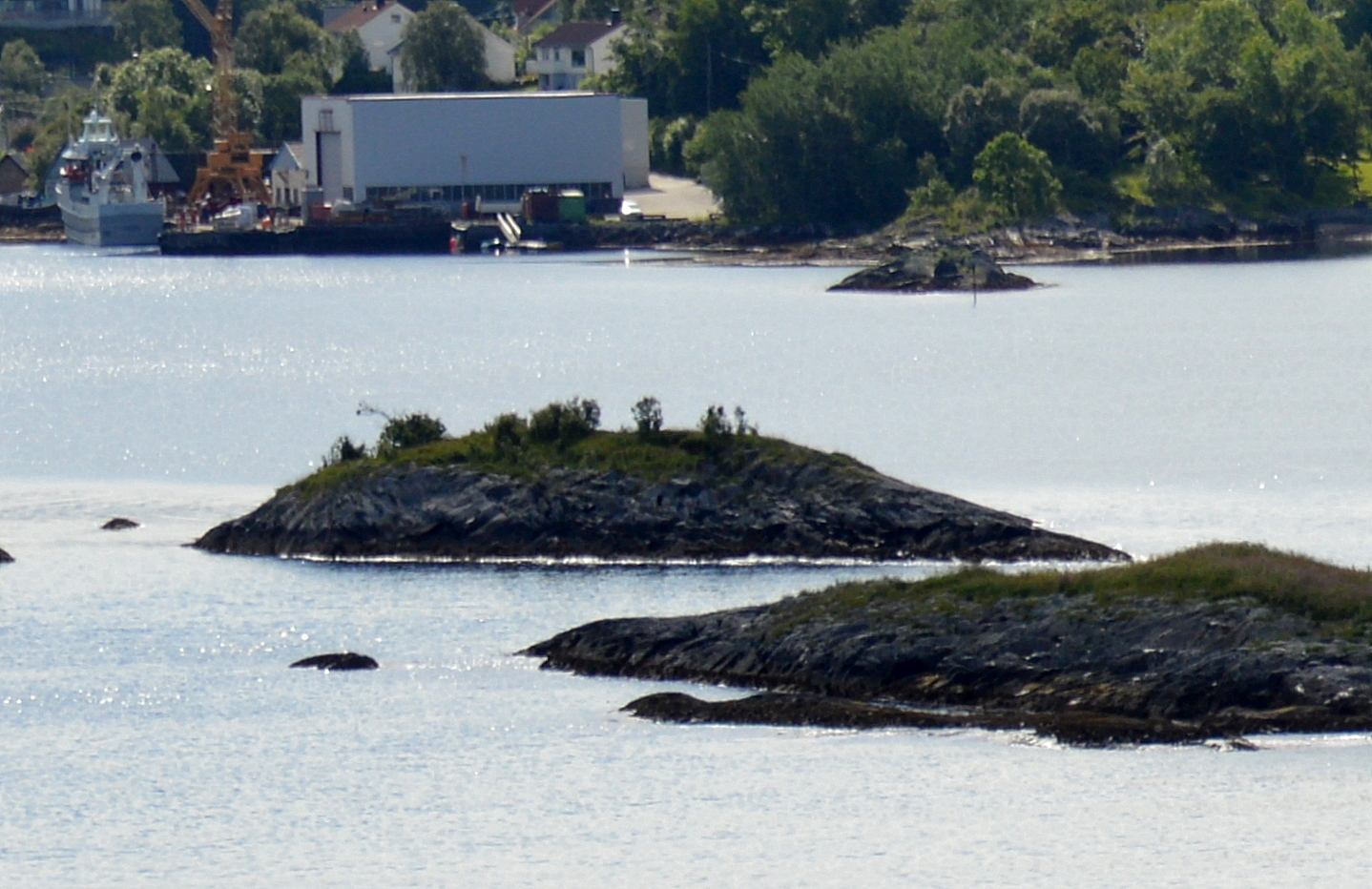
Notholmen, im Vordergrund Langedraget

Notholmen ist eine unbewohnte Schäreninsel im Heissafjord in Norwegen und gehört zur Gemeinde Sula der norwegischen Provinz Møre og Romsdal.
Sie liegt nahe dem südlichen Ufer des Fjords, nördlich des Orts Langevåg. Notholmen ist von weiteren Schären umgeben. Westlich liegt Langedraget, nordwestlich Lyktholmen, nördlich Nålaugholmen und Storholmen und südwestlich Skarveskjeret.
Die felsige Insel hat eine West-Ost-Ausdehnung von etwa 80 Metern bei einer Breite von bis ungefähr 30 Metern. Sie erreicht eine Höhe von bis zu fünf Metern und ist mit einigen Büschen bewachsen.